# Dimmuborgir

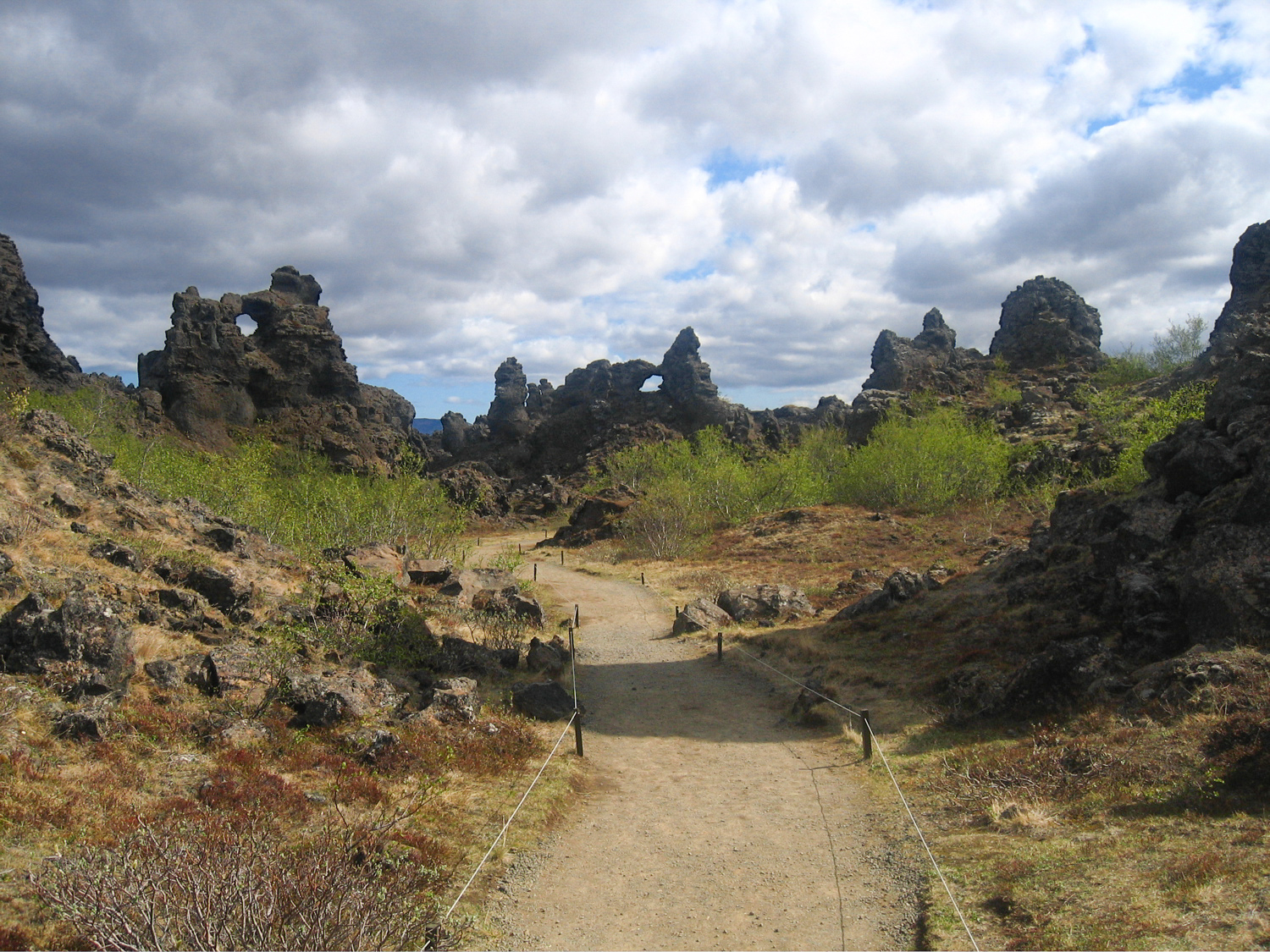
Le formazioni di Dimmuborgir

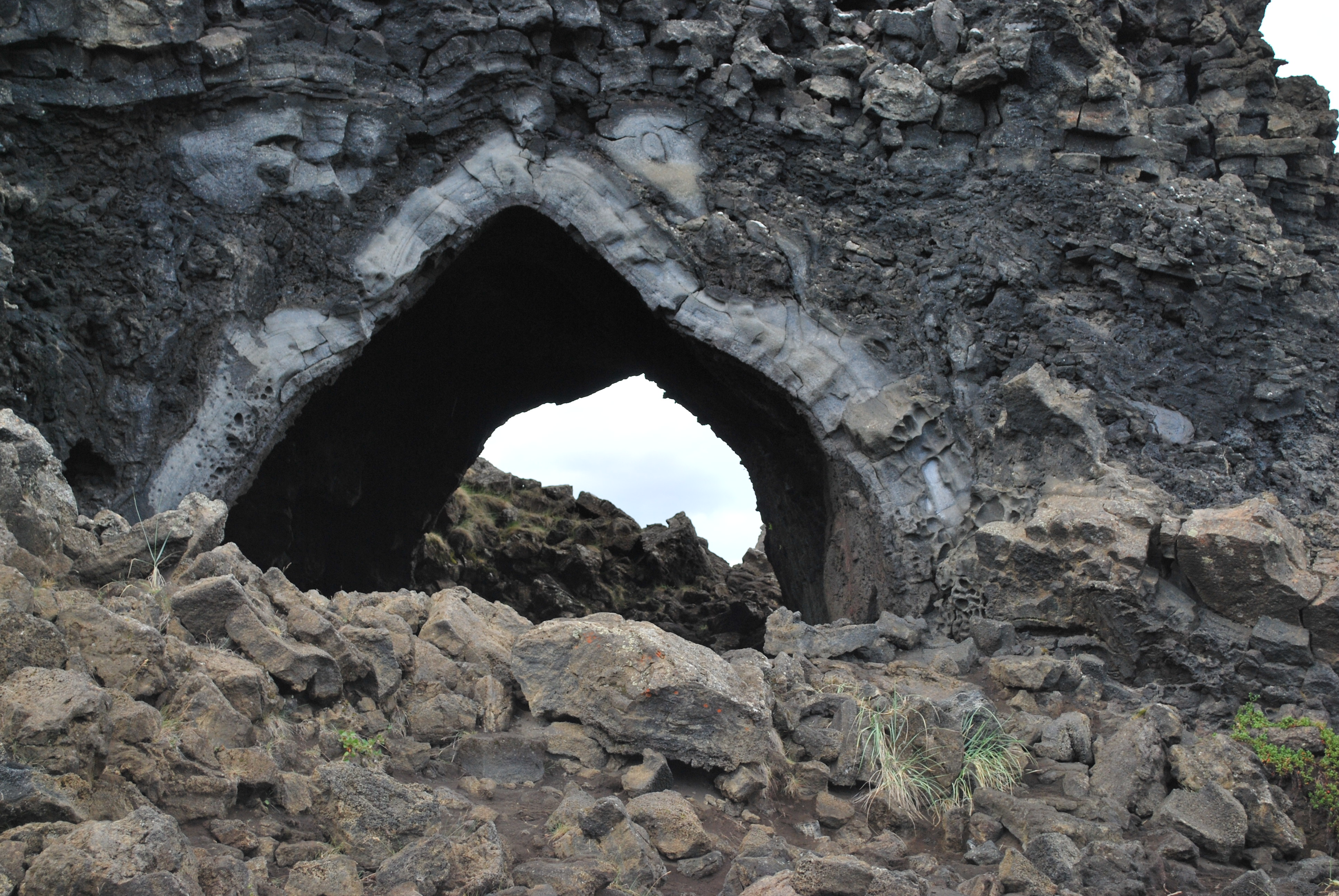
La chiesa di Dimmuborgir

Dimmuborgir, il cui nome significa Fortezza Oscura, è un labirinto di formazioni laviche posto sulla sponda orientale del lago Mývatn, situato nell'Islanda settentrionale.

## Formazioni laviche
Il campo di lava con la sua miriade di formazioni ha un diametro di 1 km ed ebbe origine circa 2300 anni fa, quando una fessura di 12 km, che in seguito venne chiamata Ludentsborgir, si aprì dando inizio ad una vasta eruzione. Il flusso di lava incontrò una diga naturale presso Dimmuborgir e si formò un lago di roccia liquida, del diametro di 2 km. Il lago venne svuotato quando il flusso raggiunse le acque del Mývatn, e si lasciò alle spalle alti pilastri e colonne di lava, che vennero modellate nelle forme più strane e straordinarie. Si crede che queste formazioni ebbero origine nel lago di lava, dove il vapore riuscì ad infiltrarsi attraverso la lava fusa, raffreddandola istantaneamente. Le linee orizzontali delle geometrie furono formate dalla crosta di lava semi-congelata della pozza che gradualmente collassò. La crosta che collassava, ricoprì anche i pilastri di scorie, che possono essere osservate in molti punti, sotto forma di un sottile strato con incisioni verticali.
Formazioni simili si trovano sul fondo dell'oceano, vicino alla costa messicana, ma non esiste un altro posto al mondo in cui formazioni del genere siano visibili in superficie, al di fuori dell'Islanda. I pilastri di lava di Höfði, chiamati klasar e stripar, nel Mývatn, ebbero la stessa genesi di quelli di Dimmuborgir.
Tra le numerosissime e diversissime formazioni spicca la bellissima la Kirkjan, una chiesa naturale con due portali d'ingresso a sesto acuto e, all'interno, quelle che sembrano vere e proprie cappelle con altari. In essa si tengono occasionalmente concerti. Una caverna analoga è presente alle Hljóðaklettar, sulle sponde del canyon Jökulsárgljúfur.
Percorsi di terra battuta conducono i turisti alla scoperta delle formazioni.

## Flora e fauna
A Dimmuborgir è presente una lussureggiante vegetazione composta da betulle nane, salici lanosi, piante carnivore, funghi.
Numerosi uccelli nidificano nelle formazioni, nelle grotte e negli anfratti.

## Leggende locali
Nella mitologia islandese, Dimmuborgir è ritenuto un luogo di connessione tra il mondo degli uomini e quello degli inferi, un luogo abitato da elfi e troll, che mette in correlazione la nostra dimensione con quelle invisibili alle persone.
A Dimmuborgir si possono incontrare spesso scolaresche islandesi, il sito è infatti scelto perché i bambini si divertano ad interpretare e disegnare le figure e forme delle formazioni laviche. Inoltre questi posti venivano usati come portali tra questo mondo e quello degli inferi.